# Шулкинское сельское поселение
Шулкинское се́льское поселе́ние — муниципальное образование в Оршанском районе Марий Эл Российской Федерации.
Административный центр — село Шулка.

## История
Статус и границы сельского поселения установлены Законом Республики Марий Эл от 18 июня 2004 года № 15-З «О статусе, границах и составе муниципальных районов, городских округов в Республике Марий Эл»

## Население
| 2010  | 2011  | 2012  | 2013  | 2014  | 2015  | 2016  |
| ----- | ----- | ----- | ----- | ----- | ----- | ----- |
| 1153  | ↘1151 | ↘1117 | ↘1085 | ↘1077 | ↗2547 | ↘2486 |
| 2017  | 2018  | 2019  | 2020  | 2021  | 2023  |       |
| ↘2435 | ↘2378 | ↘2307 | ↘2260 | ↘2131 | ↘2061 |       |

## Состав сельского поселения
| №  | Населённый пункт | Тип населённого пункта       | Население |
| -- | ---------------- | ---------------------------- | --------- |
| 1  | Александровка    | деревня                      | 0         |
| 2  | Анисково         | деревня                      | 2         |
| 3  | Аппаково         | деревня                      | 141       |
| 4  | Беляево          | деревня                      | 10        |
| 5  | Большие Чирки    | деревня                      | 61        |
| 6  | Большой Кугланур | деревня                      | 289       |
| 7  | Большой Немдеж   | деревня                      | 13        |
| 8  | Гришунята        | деревня                      | 4         |
| 9  | Дубовляны        | деревня                      | 3         |
| 10 | Кашнур           | деревня                      | 0         |
| 11 | Кордемка         | деревня                      | 9         |
| 12 | Красная Речка    | село                         | 15        |
| 13 | Кугенер          | деревня                      | 24        |
| 14 | Лужбеляк         | деревня                      | 475       |
| 15 | Малый Кугланур   | деревня                      | 46        |
| 16 | Мурзята          | деревня                      | 2         |
| 17 | Мушинцы          | деревня                      | 0         |
| 18 | Новолож          | деревня                      | 76        |
| 19 | Отары            | деревня                      | 259       |
| 20 | Павловский       | выселок                      | 3         |
| 21 | Пеганур          | деревня                      | 14        |
| 22 | Праздничата      | деревня                      | 13        |
| 23 | Пуялка           | деревня                      | 3         |
| 24 | Пуялка-Орлово    | деревня                      | 163       |
| 25 | Русский Кугланур | деревня                      | 0         |
| 26 | Солонер          | деревня                      | 18        |
| 27 | Средний Немдеж   | деревня                      | 29        |
| 28 | Чирки            | деревня                      | 481       |
| 29 | Шулка            | село, административный центр | 609       |

## Археология
- По стоянке у деревни Чирки Оршанского района Марийской АССР А. Х. Халиковым была выделена «чирковско-сейминская культура» эпохи бронзы, которая археологической литературе как чирковская культура. В. П. Третьяков видел основу чирковской культуры в балановской культуре[16].